# David Anders
David Anders (* 3. listopadu 1981 Oregon), vlastním jménem David Anders Holt, je americký televizní a divadelní herec. V roce 2011 si zahrál roli Victora Frankensteina v seriálu Bylo, nebylo a ve filmu Necessary Roughness, kde ztvárnil postavu Troye Cutlera. Během let 2015 až 2019 hrál v seriálu iZombie.

## Životopis
Narodil v Grand Pass v Oregonu jako nejmladší ze čtyř dětí. Má dva bratry Arika a Jasona, a také sestru Maili. Herectví se věnoval již ve školních představeních, ale během svých studií se věnoval spíše basketbalu a tenisu. V 15 letech hrál v regionálním představení Jesus Christ Superstar apoštola Filipa a v 18 letech vyhrál roli George v jeho středoškolském představení Own Town. Dále si zahrál postavu Freddyho Eynsford-Hilla v představení My Fair Lady.
Po přestěhování do Los Angeles si nechal zkrátit jméno na David Anders, aby nedocházelo k záměně s jiným hercem Davidem Holtem. V roce 2001 dostal roli v sitcomu So Little Time od stanice Nickelodeon. Ještě tentýž rok dostal roli Juliana Starka v seriálu Alias, původně měl být jen jako hostující herec, ale nakonec hrál v seriálu pravidelně až do roku 2006. Zajímavostí je, že ačkoli je americkým hercem, tak byl požádán, aby během hraní používal britský akcent. Než se proslavil v seriálu Alias, tak učil hrát tenis v The Gapu. V letech, kdy účinkoval v seriálu Alias se také objevil v pořadech Čarodějky, Kriminálka Las Vegas či Chirurgové. Dále také účinkoval v několika nezávislých filmech (např. The Surge, Circadian Rhythm) a několika divadelních hrách (např. Baeutiful). V roce 2006 pracoval také na filmu Left in Darkness.
V roce 2007 hrál ve filmu ELI. Také byl obsazen v seriálu Hrdinové jako Adam Monroe/Takezo Kensei. Stejně jako v Alias, i zde hrál s britským přízvukem. Během účinkování v seriálu Hrdinové pracoval na dvou filmech, Into the Blue 2: The Reef a Zmrtvýchvstání. Dále se ukázal také v jedné epizodě 8. série seriálu 24 hodin. Objevil se i několika dílech seriálu Upíří deníky, kde ztvárnil roli Johna Gilberta.
V roce 2011 si zahrál roli Victora Frankensteina v seriálu Bylo, nebylo a ve filmu Necessary Roughness jako Troy Cutler. V divadle se objevil v hrách Rockne: The Musical nebo Deník Anne Frankové, ztvárněný podle stejnojmenné knihy. Za tuto roli obdržel cenu Back Stage West Garland Awards. Od roku 2015 hraje v seriálu stanice The CW iZombie. V červenci 2017 oznámil, že pracuje na svém první hudebním albu.

## Filmografie

### Film
| Rok  | Název              | Role               | Poznámky            |
| ---- | ------------------ | ------------------ | ------------------- |
| 2005 | Circadian Rhythm   | Garrison           |                     |
| 2006 | Left in Darkness   | Donovan            | přímo na DVD        |
| 2007 | ELI                | ELI                | krátkometrážní film |
| 2009 | Revenant           | Bart Gregory       |                     |
| 2011 | Služka a princezna | Hammond            | krátkometrážní film |
| 2011 | Archetype          | RL7 (hlas)         | krátkometrážní film |
| 2012 | Neighbors          | Timothy Longshanks | krátkometrážní film |

### Televize
| Rok           | Název                | Role                            | Poznámky                                                     |
| ------------- | -------------------- | ------------------------------- | ------------------------------------------------------------ |
| 2001          | Tak málo času        | maturant                        | díl: „Rules of Engagement“                                   |
| 2002–06       | Alias                | Julian Sark                     | vedlejší role, 56 dílů                                       |
| 2004          | Kriminálka Las Vegas | Travis Watson                   | díl: „Stará vražda“                                          |
| 2005          | Čarodějky            | Count Roget                     | díl: „Démon z kabaretu“                                      |
| 2005          | Kriminálka Miami     | Brian Miller                    | díl: „Pachatel na útěku“                                     |
| 2006          | Deadwood             | Infantryman                     | díl: „Vedoucí postavení“                                     |
| 2007          | Chirurgové           | Jim                             | 2 díly                                                       |
| 2007–10       | Hrdinové             | Adam Monroe (Takezo Kensei)     | vedlejší role, 15 dílů                                       |
| 2009          | Anatomie lži         | seržant Russell Scott           | díl: „Morální zodpovědnost“                                  |
| 2009          | Děti kukuřice        | Burton Stanton                  | TV film (Syfy)                                               |
| 2010          | 24 hodin             | Josef Bazhaev                   | vedlejší role, 6 dílů                                        |
| 2010          | Skladiště 13         | Jonah Raitt                     | díl: „Zpátky v čase“                                         |
| 2010          | Mr. & Mrs. Bloom     | Matthew Hunt                    | Episode: "Assassin"                                          |
| 2010–14, 2017 | Upíří deníky         | John Gilbert                    | vedlejší role, 13 dílů                                       |
| 2011–16       | Bylo, nebylo         | Victor Frankenstein / Dr. Whale | vedlejší role, 15 dílů                                       |
| 2012          | Dr. House            | Bill Koppelman                  | díl: „Kdo je bez viny“                                       |
| 2013          | Arrow                | Cyrus Vanch                     | díl: „Zrada“                                                 |
| 2013          | Necessary Roughness  | Troy Cutler                     | vedlejší role, 8 dílů                                        |
| 2013          | Myšlenky zločince    | Anton Harris                    | díl: „To Bear Witness“                                       |
| 2015          | Stalker              | Darren Tyler                    | díl: „Láska zraňuje“                                         |
| 2015–2019     | iZombie              | Blaine "DeBeers" McDonough      | hlavní role. 70 dílů                                         |
| 2016          | Comedy Bang! Bang!   | Loki                            | díl: „Kaley Cuoco Wears a Black Blazer and Slip on Sneakers“ |
| 2020          | V zajetí kouzel      | Visigoth Overload Terrence      | díl: „Magicians Anonymous“                                   |